# جماعة سلام الكاثوليكية
تتواجد جماعة سلام الكاثوليكية في العشرات من البلدان حول العالم، وتتكون من رجال ونساء من مختلف حالات الحياة الموجودة في الكنيسة، والذين هم ملتزمون بالحياة الجماعية والإرسالية بهدف نشر إنجيل يسوع المسيح إلى جميع الرجال والنساء، وخاصة البعيدين عن المسيح والكنيسة. وهي معترف بها من قبل الكرسي الرسولي كجمعية دولية خاصة من المؤمنين، بموجب مرسوم صدر في 22 فبراير 2007 عن المجلس البابوي لشؤون العلمانيين، الذي تُشرف عليه حاليًا دائرة العلمانيين والعائلة والحياة. وفي عام 2012، حصلت على الموافقة النهائية على نظامها الأساسي.
جماعة سلام الكاثوليكية موجودة في عشرات البلدان حول العالم وتتكون من رجال ونساء ينخرطون في تنوع أشكال الحياة الموجودة في الكنيسة. يلتزمون بالحياة الجماعية والإرسالية بهدف إيصال إنجيل يسوع المسيح إلى الجميع، وخاصة إلى أولئك البعيدين عن المسيح والكنيسة.

## تاريخ
كما في كل عصر، يمنح الروح القدس الكنيسة النِعَم التي تحتاجها لمواجهة التحديات المعاصرة. ظهرت كاريزما جماعة شالوم للعالم، والتي نشأت في قلب مويسيس أزيفيدو خلال لقائه مع البابا يوحنا بولس الثاني في 30 يونيو 1980.
في تلك الزيارة، اختار البابا 13 مدينة في البرازيل وافتتح المؤتمر الإفخارستي الدولي العاشر في فورتاليزا. تم اختيار مويسيس أزيفيدو، الذي كان يبلغ من العمر 20 عامًا، من قبل رئيس أساقفة فورتاليزا، دوم ألواسيو لورشايدر، لتقديم هدية للبابا نيابة عن شباب الأبرشية. بعد أن صلى طالبًا من الله عطية تليق بقداسته، في 9 يوليو، منح البابا يوحنا بولس الثاني رسالة تجعله متاحًا لله والكنيسة في تبشير الشباب.
بعد ذلك بعامين، وفي استجابة لدعوة من الله، قررت مجموعة من الشباب اتخاذ خطوة في الإيمان وتحقيق رغبة الرب. في 9 يوليو 1982، تم افتتاح مركز شالوم للتبشير الكاثوليكي في فورتاليزا بحضور رئيس أساقفة المدينة، دوم ألويسيو لورشايدر. وقد شمل المركز مطعمًا للوجبات الخفيفة ومكتبة، وقدم فرصة للشباب لاختبار لحظات صلاة وأخوة ورسالة.
منذ ذلك الوقت، توسعت جماعة شالوم لتصبح واحدة من أكبر الجماعات في البرازيل، حيث تضم مئات مجموعات الصلاة المنتشرة في أكثر من ستين بعثة في جميع أنحاء البلاد وفي دول متعددة حول العالم، بما في ذلك فرنسا وكندا وإيطاليا وإسرائيل والعديد من الدول الأخرى. وقد كرست الجماعة جهودها لتعزيز الأحداث التبشيرية الكبيرة والصغيرة، مع التركيز على التوجيه المسيحي وتعليم الإيمان، بناءً على طلب الأساقفة المحليين 

## الاعتراف البابوي
حصلت جماعة شالوم على الاعتراف البابوي كجمعية دولية خاصة للمؤمنين في 22 فبراير 2007. إنها تتناسب مع ما يُعرف بـالمجتمعات الجديدة، وهي واقع حديث في الكنيسة الكاثوليكية، تنمو باستمرار ولها حضور كبير في رسالاتها وخدماتها ورعاياها.
عند حصولها على الاعتراف البابوي، أصبحت جماعة شالوم الثالثة من بين مئات المجتمعات الجديدة في العالم التي حصلت على هذا الاعتراف، وهي الأولى في أمريكا اللاتينية. تم تسليم المرسوم إلى المؤسس مويسيس لورو أزيفيدو فيلهو في روما، في 13 مارس 2007. بمناسبة هذا الحدث، أقيمت ثلاثية احتفالي في المدينة الأبدية، حيث قام أعضاء من أبرشيات ودول مختلفة حيث تتواجد الجماعة بزيارة المدينة.
خلال حفل التكريم البابوي، أبرز البابا بنديكتوس السادس عشر في تعليمه المسيحي: "كونوا دائمًا كنيسة إرسالية!"، وهو ما أعاد إلى الأذهان خطاب الكاردينال ألواسيو لورشايدر في افتتاح مركز شالوم للتبشير الكاثوليكي عام 1982، حيث قال: "لا تفقدوا حماستكم أبداً!".
في مايو 2012، بمناسبة يوبيل الذكرى الثلاثين لتأسيس الجماعة، حصلت جماعة شالوم على الاعتراف والموافقة النهائية على نظامها الأساسي من البابا بنديكتوس السادس عشر، من خلال المجلس البابوي للعلمانيين. 
وفقًا لـإمير نوغيرا، المؤسس المشارك للمجتمع، فإن هذا الاعتراف يؤكد صحة الدعوة وأسلوب حياتها؛ ويبرز الحاجة إلى الجماعة في الكنيسة في أي مكان في العالم؛ ويجعل الكنيسة مسؤولة عن المجتمع.
في سبتمبر 2017، بمناسبة الاحتفال بالذكرى الخامسة والثلاثين لتأسيس الجماعة، استقبل البابا فرنسيس في الفاتيكان حوالي ثلاثة آلاف عضو في لقاء خاص.

## شالوم كاريزما
تستند تجربة دعوة السلام داخل الجماعة إلى العلاقة مع يسوع المسيح، الذي قام من بين الأموات بعد اجتيازه الصليب، كما هو موضح في إنجيل يوحنا.
“عند لقاء التلاميذ في العلية، قال لهم يسوع القائم: السلام لكم (يوحنا 20: 19)، أي شالوم! في يسوع، هذه التحية هي رسالة حقيقية للسلام، أي لجميع أنواع البركات الروحية والمادية، والسعادة الكاملة التي يجلبها لنا المسيح. وهو أخيرًا إعلان وعطية الخلاص الكامل” (ديباجة النظام الأساسي).
يسوع هو سلام الآب للعالم، والسلام الحقيقي والوحيد الذي يمكن أن تناله البشرية. تمامًا كما أرسل المسيح تلاميذه ليزرعوا السلام في قلوب الناس، يُدعى الأفراد اليوم لإعلان هذا السلام من خلال حياتهم وشهاداتهم. "أن تكون شالومًا" يعني أن تكون، بفضل الروح القدس، تلميذًا ومبشرًا بالسلام، وتقدم المسيح نفسه لأولئك الذين يتطلعون إليه.

## تاو الفرنسيسكان
بعد تجربة لا تقل عن عامين كمرشحين للعضوية، يحصل أعضاء جماعة شالوم الكاثوليكية على علامة "تاو"، الحرف التاسع عشر من الأبجدية اليونانية، على شكل صليب مصنوع من الخشب، مع نقش كلمة "شالوم" باللغة العبرية. 
اعتماد العلامة من قبل أعضاء جماعة القديس فرنسيس الأسيزي، الذين تأثروا بشكل كبير، حيث قاموا بوضع العلامة على إخوانهم في الترتيب.
في الكتاب المقدس، يُذكر حرف الطاو بشكل صريح في سفر حزقيال، الإصحاح 9، الآيات 1-7: "اذهبوا في المدينة إلى أورشليم، وسمموا بالتاو جباه الرجال الذين يئنون ويصرخون على كل الرجاسات التي تُرتكب فيه.

## روابط خارجية
- Comunidade Católica Shalom
- Festival Halleluya
- Rede Shalom de Rádios